# 30. ceremonia wręczenia Złotych Globów
Złote Globy za rok 1972 przyznano 28 stycznia 1973 r. w Century Plaza Hotel w Los Angeles.
Nagrodę im. Cecila B. DeMille za całokształt twórczości otrzymał Samuel Goldwyn.
Nagrodę Henrietty dla najbardziej popularnych aktorów otrzymali: Marlon Brando i Jane Fonda.
Laureaci:

## Kino

### Najlepszy film dramatyczny
Ojciec chrzestny, reż. Francis Ford Coppola
nominacje:
- Wybawienie, reż. John Boorman
- Szał, reż. Alfred Hitchcock
- Tragedia „Posejdona”, reż. Ronald Neame
- Detektyw, reż. Joseph L. Mankiewicz

### Najlepsza komedia/musical
Kabaret, reż. Bob Fosse
nominacje:
- 1776, reż. Peter H. Hunt
- Avanti!, reż. Billy Wilder
- Motyle są wolne, reż. Milton Katselas
- Podróże z moją ciotką, reż. George Cukor

### Najlepszy aktor dramatyczny
Marlon Brando – Ojciec chrzestny
nominacje:
- Jon Voight – Wybawienie
- Al Pacino – Ojciec chrzestny
- Michael Caine – Detektyw
- Laurence Olivier – Detektyw

### Najlepsza aktorka dramatyczna
Liv Ullmann – Emigranci
nominacje:
- Joanne Woodward – Bezbronne nagietki
- Diana Ross – Lady śpiewa bluesa
- Trish Van Devere – One Is a Lonely Number
- Tuesday Weld – Play It As It Lays
- Cicely Tyson – Sounder

### Najlepszy aktor w komedii/musicalu
Jack Lemmon – Avanti!
nominacje:
- Edward Albert – Motyle są wolne
- Charles Grodin – Kid złamane serce
- Peter O’Toole – Człowiek z La Manchy
- Walter Matthau – Pete i Tillie

### Najlepsza aktorka w komedii/musicalu
Liza Minnelli – Kabaret
nominacje:
- Juliet Mills – Avanti!
- Goldie Hawn – Motyle są wolne
- Carol Burnett – Pete i Tillie
- Maggie Smith – Podróże z moją ciotką

### Najlepszy aktor drugoplanowy
Joel Grey – Kabaret
nominacje:
- Clive Revill – Avanti!
- James Caan – Ojciec chrzestny
- James Coco – Człowiek z La Manchy
- Alec McCowen – Podróże z moją ciotką

### Najlepsza aktorka drugoplanowa
Shelley Winters – Tragedia „Posejdona”
nominacje:
- Marisa Berenson – Kabaret
- Jeannie Berlin – Kid złamane serce
- Helena Kallianiotes – Kansas City Bomber
- Geraldine Page – Pete i Tillie

### Najlepsza reżyseria
Francis Ford Coppola – Ojciec chrzestny
nominacje:
- Billy Wilder – Avanti!
- Bob Fosse – Kabaret
- John Boorman – Wybawienie
- Alfred Hitchcock – Szał

### Najlepszy scenariusz
Francis Ford Coppola, Mario Puzo – Ojciec chrzestny
nominacje:
- I.A.L. Diamond, Billy Wilder – Avanti!
- Jay Presson Allen – Kabaret
- James Dickey – Wybawienie
- Anthony Shaffer – Szał
- Neil Simon – Kid złamane serce

### Najlepsza muzyka
- Nino Rota – Ojciec chrzestny

nominacje:
- Ron Goodwin – Szał
- Quincy Jones – Ucieczka gangstera
- Michel Legrand – Lady śpiewa bluesa
- John Williams – Tragedia „Posejdona”

### Najlepsza piosenka
„Ben” – Ben – muzyka: Walter Scharf; słowa: Don Black
nominacje:
- „Carry Me” – Motyle są wolne - muzyka: Bob Alcivar; słowa: Randy McNeill
- „Mein Herr” – Kabaret - muzyka: John Kander; słowa: Fred Ebb
- „Money, Money” – Kabaret - muzyka: John Kander; słowa: Fred Ebb
- „Dueling Banjos” – Wybawienie - muzyka: Arthur Smith; opracowanie: Steve Mandel, Eric Weissberg
- „Marmalade, Molasses and Honey” – Sędzia z Teksasu - muzyka: Maurice Jarre; słowa: Alan Bergman, Marilyn Bergman
- „Take Me Home” – Molly and Lawless John - muzyka: Johnny Mandel; słowa: Alan Bergman, Marilyn Bergman
- „The Morning After” – Tragedia „Posejdona” - muzyka i słowa: Al Kasha, Joel Hirschhorn

### Najlepszy film dokumentalny
- Elvis w trasie, reż. Robert Abel, Pierre Adidge
- Walls of Fire

nominacje:
- Marjoe, reż. Sarah Kernochan
- Russia, reż. Kira Muratowa, Theodore Holcomb
- Sapporo Orinpikku, reż. Masahiro Shinoda

### Najlepszy film zagraniczny
- Osadnicy, reż. Jan Troell (Szwecja)
- Emigranci, reż. Jan Troell (Szwecja)

nominacje:
- Dyskretny urok burżuazji, reż. Luis Buñuel (Francja)
- Espejismo, reż. Armando Robles Godoy (Peru)
- Rzym, reż. Federico Fellini (Włochy)
- Szepty i krzyki, reż. Ingmar Bergman (Szwecja)

### Najlepszy anglojęzyczny film zagraniczny
Młodość Winstona, reż. Richard Attenborough
nominacje:
- Obrazy, reż. Robert Altman
- Dzieci lwicy z buszu, reż. Jack Couffer
- Wyższe sfery, reż. Peter Medak
- X, y i zet, reż. Brian G. Hutton

### Najbardziej obiecujący aktor
Edward Albert – Motyle są wolne
nominacje:
- Michael Sacks – Rzeźnia nr 5
- Kevin Hooks – Sounder
- Frederic Forrest – Kiedy legendy umierają
- Simon Ward – Młodość Winstona

### Najbardziej obiecująca aktorka
Diana Ross – Lady śpiewa bluesa
nominacje:
- Marisa Berenson – Kabaret
- Mary Costa – The Great Waltz
- Victoria Principal – Sędzia z Teksasu
- Madeline Kahn – No i co, doktorku?
- Sian Barbara Allen – You'll Like My Mother